# 阪田由美子
阪田 由美子（さかた ゆみこ、1958年 - ）は、日本のフランス語の翻訳家。
東京生まれ。慶應義塾大学文学部仏文科卒。
パトリス・ルコント『髪結いの亭主』など、小説・ノンフィクションを翻訳。

## 翻訳
- 『インカ帝国 太陽と黄金の民族』（カルメン・ベルナン、創元社、「知の再発見」双書） 1991
- 『ポンペイ・奇跡の町 甦る古代ローマ文明』（ロベール・エティエンヌ、片岡純子共訳、創元社、「知の再発見」双書） 1991
- 『マヤ文明 失われた都市を求めて』（クロード・ボーデ, シドニー・ピカソ、創元社、「知の再発見」双書） 1991
- 『愛の受難』（ソフィ・ド・レアン、JICC出版局、New erotic roman for ladies） 1992
- 『恐竜のすべて』（ジャン=ギィ・ミシャール、創元社、「知の再発見」双書） 1992
- 『伝説の大富豪たち』（アラン・モネスティエ、中村健一共訳、JICC出版局） 1992、のち宝島文庫
- 『髪結いの亭主』（パトリス・ルコント、扶桑社ミステリー） 1993
- 『マラドーナ 新たなる神話への挑戦 最後のスーパースター』（アリシア・オルティズ、徳間書店） 1994
- 『ボーヴォワールとサルトルに狂わされた娘時代』（ビアンカ・ランブラン、草思社） 1995
- 『愛の港』（ブノワト・グルー、扶桑社ロマンス） 1996
- 『アイルトン・セナ フォーエバー』（アドリアーネ・ガリステウ、文芸春秋） 1996
- 『サファイアの書』（ジルベール・シヌエ、日本放送出版協会） 1998
- 『伝説のジャクリーン』（カトリーヌ・パンコル、扶桑社） 1998
- 『ふたつの岸を結ぶ橋』（アラン・ルブラン、ティビーエス・ブリタニカ） 1999
- 『われらの父の父』（ベルナール・ヴェルベール、日本放送出版協会） 1999
- 『アンドレ・マルローの日本』（ミシェル・テマン、ティビーエス・ブリタニカ） 2001
- 『イエスの復活 小説』（エリック=エマニュエル・シュミット、日本放送出版協会） 2001
- 「インカ」全3巻（アントワーヌ・B・ダニエル、河出書房新社） 2003　
  1. 『ピューマの影』
  2. 『クスコの黄金』
  3. 『マチュピチュの光』
- 『神さまとお話しした12通の手紙』（エリック=エマニュエル・シュミット、PHP研究所） 2004
- 『魂はすべてを知っている わたし自身をさがす旅』（ベルナール・ヴェルベール、サンマーク出版） 2004
- 『チベット聖者の教え』（エリック=エマニュエル・シュミット、PHP研究所） 2004
- 『女教皇ヨハンナ』（ドナ・W・クロス、草思社） 2005
- 『この地獄から、ぼくを助けて』（キャロル・エゴン=ラミ、中尾裕子共訳、竹書房） 2006
- 「ロイヤルバレエスクール・ダイアリー」全8巻（アレクサンドラ・モス、草思社） 2006 - 2007　
  1. 『エリーの挑戦』
  2. 『信じて跳んで』
  3. 『パーフェクトな女の子』
  4. 『夢をさがして』
  5. 『ステージなんかこわくない』
  6. 『いっしょならだいじょうぶ』
  7. 『新しい出会い』
  8. 『恋かバレエか』
- 『ダンス!』（アンヌ=マリー・ポル、草思社） 2008
- 『100歳の少年と12通の手紙』（エリック=エマニュエル・シュミット、河出書房新社） 2010
- 『聖書男(バイブルマン) 現代NYで「聖書の教え」を忠実に守ってみた1年間日記』（A・J・ジェイコブズ、阪急コミュニケーションズ） 2011